# ماكسيم جاكوب
ماكسيم جاكوب (بالفرنسية: Maxime Jacob)‏ هو ملحن فرنسي، ولد في 13 يناير 1906 في بوردو في فرنسا، وتوفي في 26 فبراير 1977 في En-Calcat Abbey ‏ في فرنسا.

## وصلات خارجية
- ماكسيم جاكوب على موقع IMDb (الإنجليزية)
- ماكسيم جاكوب على موقع ميوزك برينز (الإنجليزية)